# Казаровщина
Каза́ровщина (рос. Казаровщина) — присілок у складі Котельницького району Кіровської області, Росія. Входить до складу Молотниковського сільського поселення.
Населення становить 12 осіб (2010, 12 у 2002).
Національний склад станом на 2002 рік — росіяни 100 %.